# Morti nel 1896
| Questa pagina contiene informazioni ricavate automaticamente dalle voci biografiche con l'ausilio del template Bio e di un bot. L'aggiornamento è periodico e automatico e ricostruisce completamente la pagina. Se manca una persona in questa lista, sei pregato di non aggiungerla, ma accertati piuttosto che la sua voce biografica contenga il template Bio e che i dati anagrafici siano correttamente compilati. Se il template Bio manca, inseriscilo tu stesso o, in alternativa, metti l'avviso {{tmp\|Bio}} che ne segnala la mancanza. Se i dati riportati sono sbagliati, correggi direttamente la voce biografica; le modifiche saranno visibili in questa lista entro pochi giorni. Per chiarimenti vedi il progetto biografie. La lista contiene solo le 411 persone che sono citate nell'enciclopedia e per le quali è stato implementato correttamente il template Bio. Pagina aggiornata al 18 ago 2025. |

## Gennaio(39)
- 1º gennaio - Alfred Ely Beach, inventore e editore statunitense (n. 1826)
- 2 gennaio - Walthère Frère-Orban, politico belga (n. 1812)
- 3 gennaio - Henry Drummond-Hay, naturalista e ornitologo scozzese (n. 1814)
- 4 gennaio - Alessandro di Prussia, principe e generale prussiano (n. 1820)
- 4 gennaio - Felice Francolini, architetto e ingegnere italiano (n. 1809)
- 4 gennaio - Henri Alfred Jacquemart, scultore francese (n. 1824)
- 4 gennaio - Joseph Hubert Reinkens, teologo e vescovo vetero-cattolico tedesco (n. 1821)
- 5 gennaio - Reginald Sackville, VII conte De La Warr, nobile britannico (n. 1817)
- 6 gennaio - Mortimer Dormer Leggett, generale statunitense (n. 1821)
- 6 gennaio - Aristide Morichelli d'Altemps, nobile e politico italiano (n. 1826)
- 8 gennaio - Giuseppe Maria Graniello, cardinale e arcivescovo cattolico italiano (n. 1834)
- 8 gennaio - William Rainey Marshall, politico statunitense (n. 1825)
- 8 gennaio - Seikei Sekiya, geologo e sismologo giapponese (n. 1855)
- 8 gennaio - Paul Verlaine, poeta francese (n. 1844)
- 9 gennaio - Agostino Farina, politico italiano (n. 1817)
- 9 gennaio - Guillaume Vogels, pittore belga (n. 1836)
- 11 gennaio - Rosario Cancellieri, politico italiano (n. 1825)
- 11 gennaio - João de Deus Ramos, poeta portoghese (n. 1830)
- 15 gennaio - Mathew B. Brady, fotografo statunitense (n. 1822)
- 15 gennaio - Carlo Negroni, politico, giornalista e letterato italiano (n. 1819)
- 17 gennaio - Elise L'Heureux, fotografa e imprenditrice canadese (n. 1827)
- 19 gennaio - Charles Floquet, politico francese (n. 1828)
- 19 gennaio - Michail Osipovič Mikešin, scultore e artista russo (n. 1835)
- 20 gennaio - Vincenzo Coconito di Montiglio, generale italiano (n. 1829)
- 20 gennaio - Guillaume-René Meignan, cardinale e arcivescovo cattolico francese (n. 1817)
- 20 gennaio - Enrico di Battenberg, nobile britannico (n. 1858)
- 22 gennaio - Daniel Kinnear Clark, ingegnere meccanico inglese (n. 1822)
- 23 gennaio - Ferdinand Schichau, ingegnere e imprenditore tedesco (n. 1814)
- 24 gennaio - Michele Ruta, pianista, compositore e critico musicale italiano (n. 1826)
- 25 gennaio - Frederic Leighton, scultore e pittore britannico (n. 1830)
- 25 gennaio - Vicente Palmaroli, pittore spagnolo (n. 1834)
- 26 gennaio - James Edwin Campbell, poeta, editore e saggista statunitense (n. 1867)
- 27 gennaio - Simeon Bavier, politico svizzero (n. 1825)
- 27 gennaio - Rudolf Schirmer, oculista tedesco (n. 1831)
- 27 gennaio - Enrique Antonio de Ossó y Cervelló, presbitero spagnolo (n. 1840)
- 28 gennaio - Joseph Barnby, compositore e direttore d'orchestra inglese (n. 1838)
- 28 gennaio - Giuseppe Fiorelli, archeologo e numismatico italiano (n. 1823)
- 28 gennaio - Johannes Müller Argoviensis, botanico svizzero (n. 1828)
- 29 gennaio - Takhtsinhji, principe indiano (n. 1858)

## Febbraio(28)
- 1º febbraio - Giovanni Battista Agliardi, politico italiano (n. 1827)
- 1º febbraio - Fermo Zannoni, scacchista e medico italiano (n. 1862)
- 2 febbraio - Vincenzo Petrocelli, pittore italiano (n. 1823)
- 2 febbraio - Elisabetta Paolina di Sassonia-Altenburg, duchessa tedesca (n. 1826)
- 3 febbraio - Jane Francesca Elgee, poetessa e scrittrice irlandese (n. 1821)
- 4 febbraio - John Brockbank, attore teatrale e calciatore inglese (n. 1848)
- 5 febbraio - François Massieu, ingegnere francese (n. 1832)
- 6 febbraio - Julie Dorus-Gras, soprano belga (n. 1805)
- 6 febbraio - John Gibbon, generale statunitense (n. 1827)
- 6 febbraio - Paul d'Oubril, diplomatico russo (n. 1818)
- 7 febbraio - Harry Grove, tennista britannico (n. 1862)
- 10 febbraio - Matteo Ricci, politico italiano (n. 1826)
- 10 febbraio - Auguste Roy de Loulay, politico e avvocato francese (n. 1818)
- 10 febbraio - Eduard Winkelmann, storico tedesco (n. 1838)
- 11 febbraio - Maria Ferrari, educatrice e filantropa italiana (n. 1824)
- 12 febbraio - Louis-Auguste Boileau, architetto francese (n. 1812)
- 12 febbraio - Sarah Brown, modella francese (n. 1869)
- 12 febbraio - Ambroise Thomas, compositore francese (n. 1811)
- 14 febbraio - Costantino di Hohenlohe-Schillingsfürst, militare austriaco (n. 1828)
- 15 febbraio - Basilio Leto, vescovo cattolico italiano (n. 1819)
- 17 febbraio - Joseph Lachaud de Loqueyssie, politico francese (n. 1848)
- 18 febbraio - Giuseppe Mischi, avvocato, docente e politico italiano (n. 1817)
- 20 febbraio - Oreste Regnoli, giurista e politico italiano (n. 1816)
- 23 febbraio - Paolo Cottrau, ammiraglio italiano (n. 1837)
- 24 febbraio - Mariano Armellini, archeologo e storico italiano (n. 1852)
- 26 febbraio - Arsène Houssaye, scrittore, poeta e letterato francese (n. 1815)
- 27 febbraio - Gennaro Placco, patriota e poeta italiano (n. 1826)
- 28 febbraio - Ante Starčević, politico croato (n. 1823)

## Marzo(44)
- 1º marzo - Luigi Acerbi, militare italiano (n. 1857)
- 1º marzo - Cesare Airaghi, militare italiano (n. 1840)
- 1º marzo - Giuseppe Albino, militare italiano (n. 1866)
- 1º marzo - Giuseppe Arimondi, generale italiano (n. 1846)
- 1º marzo - Giuseppe Baudoin, militare italiano (n. 1843)
- 1º marzo - Eduardo Bianchini, militare italiano (n. 1856)
- 1º marzo - Pietro Cella, militare italiano (n. 1851)
- 1º marzo - Agostino Chigi, nobile e militare italiano (n. 1858)
- 1º marzo - Vittorio Dabormida, generale italiano (n. 1842)
- 1º marzo - Francesco De Rosa, militare italiano (n. 1853)
- 1º marzo - Giuseppe Galliano, militare italiano (n. 1846)
- 1º marzo - Aurelio Grue, militare italiano (n. 1870)
- 1º marzo - Umberto Masotto, militare italiano (n. 1864)
- 1º marzo - Davide Menini, militare italiano (n. 1843)
- 1º marzo - Leopoldo Prato, militare italiano (n. 1845)
- 1º marzo - Giovanni Romero, militare italiano (n. 1841)
- 1º marzo - Domenico Turitto, militare italiano (n. 1847)
- 4 marzo - Luigi De Blasio Di Palizzi, politico italiano (n. 1838)
- 4 marzo - Peter Richard Kenrick, arcivescovo cattolico irlandese (n. 1806)
- 5 marzo - Hayashi Hiromori, compositore giapponese (n. 1831)
- 5 marzo - Henry Whitehead, prete e epidemiologo inglese (n. 1825)
- 6 marzo - Gian Luca Cavazzi della Somaglia, politico italiano (n. 1841)
- 6 marzo - Benedetto Lavecchia Guarnieri, arcivescovo cattolico italiano (n. 1813)
- 7 marzo - Giovanni Maria Berengo, arcivescovo cattolico italiano (n. 1820)
- 9 marzo - Ernesto Padova, matematico e fisico italiano (n. 1845)
- 11 marzo - Giovanni Quirici, compositore e organista italiano (n. 1824)
- 12 marzo - Marcello Cerruti, diplomatico e politico italiano (n. 1808)
- 12 marzo - Carlo Alberto Racchia, ammiraglio e politico italiano (n. 1833)
- 12 marzo - Giorgio Scherer, pittore e disegnatore italiano (n. 1831)
- 12 marzo - Herman Tymiński, presbitero polacco (n. 1843)
- 13 marzo - Giulio Dragonetti, storico e politico italiano (n. 1818)
- 13 marzo - Egidio Mauri, cardinale e arcivescovo cattolico italiano (n. 1828)
- 14 marzo - Juan Gundlach, zoologo cubano (n. 1810)
- 18 marzo - Otto Roquette, scrittore e filologo tedesco (n. 1824)
- 19 marzo - George Richmond, pittore britannico (n. 1809)
- 20 marzo - Émile Boeswillwald, architetto francese (n. 1815)
- 21 marzo - William Quan Judge, filosofo e scrittore irlandese (n. 1851)
- 22 marzo - Isabel Burton, scrittrice e esploratrice britannica (n. 1831)
- 22 marzo - Thomas Hughes, scrittore, politico e avvocato britannico (n. 1822)
- 29 marzo - Julien Belleville, inventore e imprenditore francese (n. 1823)
- 29 marzo - Leó Frankel, politico ungherese (n. 1844)
- 29 marzo - Joseph Späth, ginecologo austriaco (n. 1823)
- 30 marzo - Ludwig Munthe, pittore norvegese (n. 1841)
- 31 marzo - Pëtr Grigor'evič Zaičnevskij, rivoluzionario russo (n. 1842)

## Aprile(26)
- 2 aprile - Theodore Robinson, pittore statunitense (n. 1852)
- 3 aprile - Francesco Auriti, politico italiano (n. 1822)
- 3 aprile - Cesare Mattei, politico e letterato italiano (n. 1809)
- 4 aprile - Ernest Ange Duez, pittore e illustratore francese (n. 1843)
- 5 aprile - Saturnina Rodríguez de Zavalía, religiosa argentina (n. 1823)
- 5 aprile - Mariano Semmola, medico, filosofo e politico italiano (n. 1831)
- 6 aprile - Zefirino Agostini, presbitero italiano (n. 1813)
- 12 aprile - Carl Humann, ingegnere tedesco (n. 1839)
- 12 aprile - Alexander Ritter, violinista e compositore tedesco (n. 1833)
- 14 aprile - Giuseppe Di Menza, magistrato italiano (n. 1822)
- 16 aprile - Benedetto Maramotti, politico e prefetto italiano (n. 1823)
- 19 aprile - Casimiro Favale, politico italiano (n. 1832)
- 20 aprile - John Thynne, IV marchese di Bath, diplomatico inglese (n. 1831)
- 21 aprile - Giovanni Ruggeri della Torre, politico italiano (n. 1819)
- 22 aprile - Mårten Eskil Winge, pittore svedese (n. 1825)
- 23 aprile - Eliza Seymour, nobildonna inglese (n. 1833)
- 26 aprile - Eustachio Chita, brigante italiano (n. 1862)
- 26 aprile - Giovanni Battista Guttadauro di Reburdone, vescovo cattolico italiano (n. 1814)
- 27 aprile - Giovanni Benini, vescovo cattolico italiano (n. 1812)
- 27 aprile - Marino Fattori, scrittore e politico sammarinese (n. 1832)
- 27 aprile - Raffaele Garzia, politico italiano (n. 1807)
- 27 aprile - Giuseppe Grignani, presbitero italiano (n. 1810)
- 28 aprile - Pierre Blanc, avvocato e politico francese (n. 1806)
- 28 aprile - Heinrich von Treitschke, storico tedesco (n. 1834)
- 29 aprile - Jean-Barthélemy Hauréau, storico, filologo e politico francese (n. 1812)
- 30 aprile - Antonio Cagnoni, compositore italiano (n. 1828)

## Maggio(34)
- 1º maggio - Friedrich Heinrich Geffcken, giurista tedesco (n. 1830)
- 1º maggio - Naser al-Din Shah Qajar, persiano (n. 1831)
- 2 maggio - Julius Sturm, poeta tedesco (n. 1816)
- 3 maggio - Alfred William Hunt, pittore e poeta inglese (n. 1830)
- 3 maggio - Adolphe Alexandre Martin, fotografo e inventore francese (n. 1824)
- 5 maggio - Vera Petrovna Želichovskaja, scrittrice russa (n. 1835)
- 6 maggio - Constantin Héger, insegnante belga (n. 1809)
- 7 maggio - Luigi Galimberti, cardinale e arcivescovo cattolico italiano (n. 1836)
- 7 maggio - Henry Howard Holmes, truffatore e serial killer statunitense (n. 1861)
- 8 maggio - Nikolaj Pavlovič Grabbe, generale russo (n. 1832)
- 8 maggio - Vera Evstaf'evna Popova, chimica russa (n. 1867)
- 10 maggio - Luigi Cossa, economista italiano (n. 1831)
- 11 maggio - Enrico Cernuschi, banchiere, patriota e collezionista d'arte italiano (n. 1821)
- 14 maggio - Miquel Carbonell i Selva, pittore e poeta spagnolo (n. 1854)
- 14 maggio - Évariste-Vital Luminais, pittore francese (n. 1821)
- 15 maggio - Victor Vlad Delamarina, poeta romeno (n. 1870)
- 15 maggio - Friedrich Dittes, educatore e pedagogista austriaco (n. 1829)
- 16 maggio - Aleksandr Grigor'evič Stoletov, fisico russo (n. 1839)
- 17 maggio - Muhammad Al-Sabah, sovrano kuwaitiano (n. 1838)
- 17 maggio - Wilhelm von Henke, anatomista tedesco (n. 1834)
- 18 maggio - Otto von Camphausen, politico prussiano (n. 1812)
- 19 maggio - Carlo Ludovico d'Asburgo-Lorena, nobile (n. 1833)
- 20 maggio - Julie Schwabe, filantropa e pedagogista tedesca (n. 1818)
- 20 maggio - Clara Schumann, pianista e compositrice tedesca (n. 1819)
- 22 maggio - Achille Rasponi Murat, avvocato e politico italiano (n. 1835)
- 23 maggio - Lucius Fairchild, politico, generale e diplomatico statunitense (n. 1831)
- 23 maggio - José Asunción Silva, poeta colombiano (n. 1865)
- 24 maggio - Edward Armitage, pittore inglese (n. 1817)
- 25 maggio - Franz Kuhn von Kuhnenfeld, generale austriaco (n. 1817)
- 25 maggio - Luigi Federico Menabrea, nobile, ingegnere e generale italiano (n. 1809)
- 26 maggio - Henry Barbet de Jouy, archeologo e storico francese (n. 1812)
- 27 maggio - Pierre-Alfred Grimardias, vescovo cattolico francese (n. 1813)
- 29 maggio - Antonio Allievi, politico, giornalista e prefetto italiano (n. 1824)
- 29 maggio - Gabriel Auguste Daubrée, geologo francese (n. 1814)

## Giugno(19)
- 2 giugno - Teresa di Gesù Bacq, religiosa francese (n. 1826)
- 2 giugno - Guglielmo Castellani, ceramista italiano (n. 1836)
- 2 giugno - Domenico Mazzi, politico e avvocato italiano (n. 1822)
- 2 giugno - Gerhard Rohlfs, esploratore tedesco (n. 1831)
- 4 giugno - Ernesto Rossi, attore teatrale italiano (n. 1827)
- 6 giugno - Josef Dachs, pianista austriaco (n. 1825)
- 8 giugno - Jacques Berthieu, gesuita francese (n. 1838)
- 8 giugno - Jules Simon, politico francese (n. 1814)
- 8 giugno - Johann Jakob Weilenmann, alpinista e scrittore svizzero (n. 1819)
- 10 giugno - Amelia Dyer, serial killer britannica (n. 1838)
- 14 giugno - Luigi Orlando, ingegnere e politico italiano (n. 1814)
- 17 giugno - Thomas Powys, IV Barone Lilford, ornitologo britannico (n. 1833)
- 19 giugno - Louis Brière de l'Isle, militare francese (n. 1827)
- 19 giugno - Jules Grison, compositore e organista francese (n. 1842)
- 22 giugno - Benjamin Helm Bristow, politico, militare e magistrato statunitense (n. 1832)
- 23 giugno - Nicola d'Orgemont, abate belga (n. 1826)
- 25 giugno - Marmaduke Wyvill, politico e scacchista inglese (n. 1815)
- 26 giugno - Valentino Armirotti, politico italiano (n. 1844)
- 26 giugno - Luigi d'Orléans, generale francese (n. 1814)

## Luglio(30)
- 1º luglio - Leandro N. Alem, avvocato, politico e rivoluzionario argentino (n. 1842)
- 1º luglio - Harriet Beecher Stowe, scrittrice e attivista statunitense (n. 1811)
- 2 luglio - Alberto Barberis, filosofo e religioso italiano (n. 1847)
- 2 luglio - Alexander R. Lawton, generale e diplomatico statunitense (n. 1818)
- 2 luglio - Paolo Maspero, medico e letterato italiano (n. 1811)
- 3 luglio - Livio Benintendi, politico italiano (n. 1814)
- 4 luglio - Giovanni Tolu, brigante italiano (n. 1822)
- 4 luglio - Marcelo Hilario del Pilar, rivoluzionario e scrittore filippino (n. 1850)
- 5 luglio - Maurice Chaper, geologo e mineralogista francese (n. 1834)
- 5 luglio - Léopold de Folin, oceanografo e zoologo francese (n. 1817)
- 7 luglio - Charles Thomas Wooldridge, criminale inglese (n. 1866)
- 9 luglio - Narciso Feliciano Pelosini, politico e scrittore italiano (n. 1833)
- 10 luglio - Joseph-Christian-Ernest Bourret, cardinale e vescovo cattolico francese (n. 1827)
- 11 luglio - Alberto Amman, imprenditore e nobile italiano (n. 1847)
- 11 luglio - Ernst Curtius, storico, archeologo e insegnante tedesco (n. 1814)
- 12 luglio - Giulio Ascoli, matematico italiano (n. 1843)
- 13 luglio - Friedrich August Kekulé von Stradonitz, chimico tedesco (n. 1829)
- 14 luglio - Raffaele Monaco La Valletta, cardinale e arcivescovo cattolico italiano (n. 1827)
- 16 luglio - Edmond de Goncourt, scrittore e critico letterario francese (n. 1822)
- 17 luglio - Rainilaiarivony, politico malgascio (n. 1828)
- 18 luglio - Adolfo Bartoli, fisico italiano (n. 1851)
- 20 luglio - Charles Dickens Jr., scrittore e editore inglese (n. 1837)
- 22 luglio - George Wallace Jones, politico e diplomatico statunitense (n. 1804)
- 23 luglio - Mary Dickens, britannica (n. 1838)
- 23 luglio - Michele Lacava, chirurgo, storico e patriota italiano (n. 1840)
- 23 luglio - Eugène Spuller, avvocato, scrittore e giornalista francese (n. 1835)
- 26 luglio - Camillo Colombini, politico italiano (n. 1836)
- 26 luglio - Lothar von Faber, imprenditore tedesco (n. 1817)
- 26 luglio - Ugo Pepoli, militare e patriota italiano (n. 1824)
- 29 luglio - Bernardo Tanlongo, banchiere italiano (n. 1820)

## Agosto(27)
- 1º agosto - William Robert Grove, chimico e giurista gallese (n. 1811)
- 5 agosto - Domenico Laboccetta, violoncellista e cantante italiano (n. 1823)
- 7 agosto - Robert Nobel, imprenditore svedese (n. 1829)
- 8 agosto - Nicola Pasella, magistrato e politico italiano (n. 1816)
- 10 agosto - Heinrich von Foullon-Norbeeck, geologo austriaco (n. 1850)
- 10 agosto - Ernst Götzinger, filologo e insegnante svizzero (n. 1837)
- 10 agosto - Otto Lilienthal, pioniere dell'aviazione tedesco (n. 1848)
- 10 agosto - Giovan Battista Palazzotto, architetto italiano (n. 1834)
- 12 agosto - Victor Pulliat, agronomo francese (n. 1827)
- 13 agosto - John Everett Millais, pittore e illustratore inglese (n. 1829)
- 13 agosto - Philipp Ludwig von Seidel, matematico tedesco (n. 1821)
- 14 agosto - Joseph Delboeuf, psicologo e filosofo belga (n. 1831)
- 15 agosto - Baptist Bernhard von Minnigerode, alpinista, scrittore e matematico tedesco (n. 1837)
- 16 agosto - Giuseppe Fornaciari, avvocato e politico italiano (n. 1836)
- 17 agosto - Antonmaria Bonetti, militare, giornalista e scrittore italiano (n. 1849)
- 17 agosto - Élie-Abel Carrière, botanico francese (n. 1818)
- 18 agosto - Richard Avenarius, filosofo tedesco (n. 1843)
- 18 agosto - Josiah Whitney, geologo statunitense (n. 1819)
- 20 agosto - Ferdinando Bianchi, giurista italiano (n. 1854)
- 23 agosto - Gioacchino Pagliei, pittore italiano (n. 1852)
- 25 agosto - Enrico Nencioni, poeta, critico letterario e traduttore italiano (n. 1837)
- 25 agosto - Nikolaus Rüdinger, anatomista tedesco (n. 1832)
- 25 agosto - Hamad bin Thuwayni di Zanzibar, sultano (n. 1857)
- 26 agosto - Giuseppe Corrà, avvocato e alpinista italiano (n. 1860)
- 26 agosto - Arthur MacArthur, politico, avvocato e giudice statunitense (n. 1815)
- 29 agosto - Charles Lotin Hildreth, scrittore, poeta e giornalista statunitense (n. 1853)
- 31 agosto - Gaetano Ferri, pittore e architetto italiano (n. 1822)

## Settembre(27)
- 1º settembre - Claude Casimir Gillet, botanico e micologo francese (n. 1806)
- 1º settembre - Johann Evangelist Habert, compositore austriaco (n. 1833)
- 5 settembre - Maria Isabel de Alcântara, nobildonna brasiliana (n. 1830)
- 6 settembre - Joseph Archer Crowe, diplomatico e critico d'arte britannico (n. 1824)
- 6 settembre - Vital Cuinet, geografo e orientalista francese (n. 1833)
- 6 settembre - George Brown Goode, zoologo statunitense (n. 1851)
- 8 settembre - Alessandro Arnaboldi, poeta italiano (n. 1827)
- 8 settembre - Antonio Ximenes, scultore e disegnatore italiano (n. 1827)
- 9 settembre - Anna Grassetti, infermiera, patriota e politica italiana (n. 1815)
- 9 settembre - Luigi Palmieri, fisico e politico italiano (n. 1807)
- 11 settembre - Francis James Child, filologo statunitense (n. 1825)
- 11 settembre - Jacopo Comin, politico italiano (n. 1832)
- 12 settembre - Giovanni Barbavara di Gravellona, politico italiano (n. 1813)
- 12 settembre - Ettore Cercone, pittore e militare italiano (n. 1850)
- 14 settembre - Giuseppe Zurria, matematico italiano (n. 1810)
- 16 settembre - Francesco Gallo, vescovo cattolico italiano (n. 1810)
- 16 settembre - Antônio Carlos Gomes, compositore brasiliano (n. 1836)
- 16 settembre - Frigyes Ákos Hazslinszky, botanico e micologo ungherese (n. 1818)
- 18 settembre - Hippolyte Fizeau, fisico francese (n. 1819)
- 22 settembre - Katharina Klafsky, soprano ungherese (n. 1855)
- 23 settembre - Ivar Aasen, naturalista, glottologo e filologo norvegese (n. 1813)
- 23 settembre - Gilbert Duprez, tenore e compositore francese (n. 1806)
- 23 settembre - Ricardo Gutiérrez, scrittore argentino (n. 1836)
- 24 settembre - Emmanuel Benner, pittore francese (n. 1836)
- 25 settembre - Paolo Lega, anarchico italiano (n. 1868)
- 26 settembre - Guillermo Collazo, pittore cubano (n. 1850)
- 30 settembre - Vincenzo Moscuzza, compositore italiano

## Ottobre(33)
- 1º ottobre - Francesco Saverio Cavallari, architetto, incisore e archeologo italiano (n. 1810)
- 2 ottobre - Mangkunegara V, sovrano indonesiano (n. 1855)
- 3 ottobre - William Morris, artista e scrittore britannico (n. 1834)
- 5 ottobre - William Pollock, scacchista inglese (n. 1859)
- 5 ottobre - Giovanni Bernardino Pollinari, pittore italiano (n. 1813)
- 6 ottobre - James Abbott, generale inglese (n. 1807)
- 6 ottobre - Moritz Schiff, fisiologo e anatomista tedesco (n. 1823)
- 7 ottobre - Emma Darwin, britannica (n. 1808)
- 7 ottobre - John Langdon Down, medico britannico (n. 1828)
- 7 ottobre - Louis-Jules Trochu, generale e politico francese (n. 1815)
- 8 ottobre - George du Maurier, illustratore e scrittore inglese (n. 1834)
- 9 ottobre - Gaetano de Ruggiero, cardinale italiano (n. 1816)
- 10 ottobre - Mary Grew, attivista statunitense (n. 1813)
- 10 ottobre - Ferdinand von Mueller, botanico tedesco (n. 1825)
- 11 ottobre - Bohuslaw Chotek von Chotkow, nobile e diplomatico boemo (n. 1829)
- 11 ottobre - Anton Bruckner, compositore austriaco (n. 1824)
- 11 ottobre - Edward White Benson, arcivescovo anglicano inglese (n. 1829)
- 16 ottobre - Henry Trimen, botanico inglese (n. 1843)
- 17 ottobre - Henry Abbey, impresario teatrale statunitense (n. 1846)
- 17 ottobre - Gregorio Caccia, magistrato e politico italiano (n. 1815)
- 19 ottobre - Giuseppe Farinetti, religioso, teologo e alpinista italiano (n. 1821)
- 19 ottobre - Simeone Gliubich, archeologo, teologo e storico croato (n. 1822)
- 20 ottobre - Pasquale Budetta, politico italiano (n. 1817)
- 20 ottobre - Agostino Ricci, politico e militare italiano (n. 1832)
- 20 ottobre - Panfilo Tabassi, patriota e politico italiano (n. 1803)
- 20 ottobre - Félix Tisserand, astronomo francese (n. 1845)
- 23 ottobre - Giuseppe Miraglia, politico e magistrato italiano (n. 1834)
- 24 ottobre - Domenico Tiburzi, brigante italiano (n. 1836)
- 27 ottobre - Amos Ronchey, militare e politico italiano (n. 1832)
- 28 ottobre - Costantino Perazzi, ingegnere e politico italiano (n. 1832)
- 30 ottobre - Gustav Adolf von Hohenlohe-Schillingsfürst, cardinale tedesco (n. 1823)
- 30 ottobre - Francesco Tamassia, notaio e numismatico italiano (n. 1816)
- 31 ottobre - Jan Verhas, pittore belga (n. 1834)

## Novembre(35)
- 2 novembre - Hubert Crackanthorpe, scrittore britannico (n. 1870)
- 2 novembre - Ignazio De Genova di Pettinengo, politico e generale italiano (n. 1813)
- 2 novembre - Giulio Peyrot, avvocato e politico italiano (n. 1843)
- 4 novembre - Edoardo De Betta, naturalista italiano (n. 1822)
- 5 novembre - Karl Verner, filologo e linguista danese (n. 1846)
- 6 novembre - Jean Baptiste Barla, micologo francese (n. 1817)
- 6 novembre - Maurice Le Sage d'Hauteroche d'Hulst, teologo e scrittore francese (n. 1841)
- 6 novembre - Guglielmo Nicola di Württemberg, militare austriaco (n. 1828)
- 7 novembre - Aleksej Bogoljubov, pittore russo (n. 1824)
- 9 novembre - Émile Delperée, pittore belga (n. 1850)
- 9 novembre - Hugo Gyldén, astronomo finlandese (n. 1841)
- 9 novembre - Napoleon Sarony, fotografo e litografo statunitense (n. 1821)
- 15 novembre - Ferdinand Dümmler, filologo classico e archeologo tedesco (n. 1859)
- 18 novembre - Alvaro XIV del Congo, re
- 19 novembre - Otto zu Stolberg-Wernigerode, politico tedesco (n. 1837)
- 20 novembre - Diego Martelli, critico d'arte e mecenate italiano (n. 1839)
- 22 novembre - Theodor Ackermann, patologo tedesco (n. 1825)
- 22 novembre - Italo Campanini, tenore italiano (n. 1845)
- 22 novembre - George Ferris, ingegnere statunitense (n. 1859)
- 23 novembre - Ichiyō Higuchi, scrittrice e poetessa giapponese (n. 1872)
- 23 novembre - Fritz Zuber-Bühler, pittore svizzero (n. 1822)
- 24 novembre - Giovanni Kminek-Szedlo, egittologo ceco (n. 1828)
- 25 novembre - Edoardo Deodati, avvocato e politico italiano (n. 1821)
- 26 novembre - Emmanuel Arago, politico francese (n. 1812)
- 26 novembre - Mathilde Blind, poetessa, biografa e saggista tedesca (n. 1841)
- 26 novembre - Antonio Cecchi, esploratore italiano (n. 1849)
- 26 novembre - Benjamin Apthorp Gould, astronomo statunitense (n. 1824)
- 26 novembre - Tito Orsini, politico e avvocato italiano (n. 1815)
- 26 novembre - Coventry Patmore, poeta inglese (n. 1823)
- 27 novembre - William Francis Ainsworth, viaggiatore, geologo e medico inglese (n. 1807)
- 27 novembre - Carlo Valenziani, orientalista italiano (n. 1831)
- 27 novembre - Elisabetta di Schwarzburg-Rudolstadt, principessa tedesca (n. 1833)
- 29 novembre - Guglielmo Acton, militare e politico italiano (n. 1825)
- 29 novembre - Joe Powell, calciatore inglese (n. 1870)
- 30 novembre - Evelina Cattermole, scrittrice e poetessa italiana (n. 1849)

## Dicembre(27)
- 4 dicembre - Giacomo Natoli, politico italiano (n. 1846)
- 5 dicembre - Rafael Hertzberg, scrittore, traduttore e storico finlandese (n. 1845)
- 7 dicembre - Luis Ricardo Falero, pittore spagnolo (n. 1851)
- 7 dicembre - Antonio Maceo Grajales, generale e politico cubano (n. 1845)
- 7 dicembre - Louis Auguste Rogeard, giornalista e insegnante francese (n. 1820)
- 7 dicembre - Maria Wodzińska, nobile polacca (n. 1819)
- 8 dicembre - Ernst Engel, economista e statistico tedesco (n. 1821)
- 10 dicembre - Augusto Barazzuoli, politico e avvocato italiano (n. 1830)
- 10 dicembre - Achille Fagioli, politico italiano (n. 1843)
- 10 dicembre - Alfred Nobel, chimico, imprenditore e filantropo svedese (n. 1833)
- 13 dicembre - Wilhelm Joseph von Wasielewski, violinista e critico musicale tedesco (n. 1822)
- 15 dicembre - Pompeo Bettini, scrittore, drammaturgo e poeta italiano (n. 1862)
- 16 dicembre - Jean-Pierre Boyer, cardinale e arcivescovo cattolico francese (n. 1829)
- 17 dicembre - Paul Arène, poeta e scrittore francese (n. 1843)
- 17 dicembre - Paul Carl Beiersdorf, farmacista e imprenditore tedesco (n. 1836)
- 17 dicembre - Charles Edwin Wilbour, egittologo e giornalista statunitense (n. 1833)
- 19 dicembre - Charles B. Atwood, architetto e disegnatore statunitense (n. 1849)
- 19 dicembre - Luigi Calori, medico e anatomista italiano (n. 1807)
- 20 dicembre - Eugène Jolibois, politico e avvocato francese (n. 1819)
- 21 dicembre - Emanuele Lodi, notaio e banchiere italiano (n. 1825)
- 21 dicembre - Vincenzo Leone Sallua, arcivescovo cattolico italiano (n. 1815)
- 25 dicembre - Ermenegildo Castiglioni, imprenditore, patriota e filantropo italiano (n. 1812)
- 25 dicembre - Lina Jonn, fotografa svedese (n. 1861)
- 26 dicembre - Emil Du Bois-Reymond, fisiologo tedesco (n. 1818)
- 26 dicembre - Louis Vivien de Saint-Martin, cartografo, geografo e storico francese (n. 1802)
- 27 dicembre - Emanuela Sansone, italiana (n. 1879)
- 30 dicembre - José Rizal, poeta, scrittore e rivoluzionario filippino (n. 1861)

## Senza giorno specificato(42)
- Luigia Abbadia, mezzosoprano italiano (n. 1821)
- Salvatore Abbate Migliore, giornalista italiano (n. 1820)
- Luigi Acquarone, pittore italiano (n. 1800)
- Arnaldo Alberti, scrittore italiano (n. 1866)
- Nikolaos Andriakopoulos, ginnasta greco (n. 1877)
- Cacique Aramare, militare venezuelano (n. 1831)
- Giulio Cesare Arrivabene, pittore italiano (n. 1806)
- Eliza Biscaccianti, soprano statunitense (n. 1824)
- Henri Chouteau, operaio francese (n. 1834)
- Pietro Dazzi, letterato e educatore italiano (n. 1837)
- Louis Gerhard De Geer, politico svedese (n. 1818)
- Giuseppe Durio, imprenditore italiano (n. 1828)
- Luisa Saredo, scrittrice italiana (n. 1830)
- William England, fotografo britannico
- Anaïs Fargueil, attrice teatrale francese (n. 1819)
- Fata-a-iki, sovrano niueano
- Manuel Ferrán, pittore e docente spagnolo (n. 1830)
- Ioannis Fokianos, ginnasta e dirigente sportivo greco (n. 1845)
- Gaetano Gaslini, militare italiano (n. 1874)
- Joseph von Gerlach, medico tedesco (n. 1820)
- Achille Graffigna, compositore italiano (n. 1816)
- Henry Hare Dugmore, missionario, scrittore e traduttore inglese (n. 1810)
- Stefano Interdonato, drammaturgo e librettista italiano (n. 1845)
- Miho Klaić, politico croato (n. 1829)
- Christian Emil Krag-Juel-Vind-Frijs, politico danese (n. 1817)
- Jean Louis Lucand, micologo francese (n. 1821)
- Adolf Merkel, giurista tedesco (n. 1836)
- Nana, condottiero nativo americano
- Cristoforo Negri, politico e scrittore italiano (n. 1809)
- Arturo Pagliai, pittore italiano (n. 1852)
- Nicolas Pino, militare e politico statunitense (n. 1819)
- Nikolaj Danilovič Pochitonov, rivoluzionario russo (n. 1857)
- Andrej Andreevič Popov, pittore russo (n. 1832)
- Ren Bonian, pittore cinese (n. 1840)
- Luigi Ricci, pittore, scenografo e fotografo italiano (n. 1823)
- Balbina Steffenone, soprano italiano (n. 1825)
- Elena Thovez, inglese (n. 1815)
- Lot Torelli, scultore italiano (n. 1835)
- Camillo Torreggiani, scultore italiano (n. 1820)
- Ferdinand von Trauttmansdorff-Weinsberg, politico austriaco (n. 1825)
- Charilaos Trikoupis, politico greco (n. 1832)
- Charles de Souancé, ornitologo francese (n. 1823)